# 相川泰吉
相川 泰吉（あいかわ たいきち、1911年10月2日 - 1982年11月28日）は、日本の経営者。東京都出身。

## 経歴
旧制成蹊中学校を経て、1936年に東京商科大学を卒業し、後に三菱江戸川化学(のちの三菱ガス化学)に入社。取締役、1964年5月に常務、1970年5月に専務を経て、1973年11月に副社長に就任し、1975年5月に社長に昇格した。
1956年のメルボルンオリンピックと1964年の東京オリンピックで馬術チームの監督も務めた。第4回全日本学生馬術選手権大会で優勝。子・相川一成も成蹊学園出身の第32回全日本学生馬術選手権大会優勝者であり、親子2代の優勝が報道された。
1982年11月28日肺炎のために死去。71歳没。